# Ciałko kierunkowe

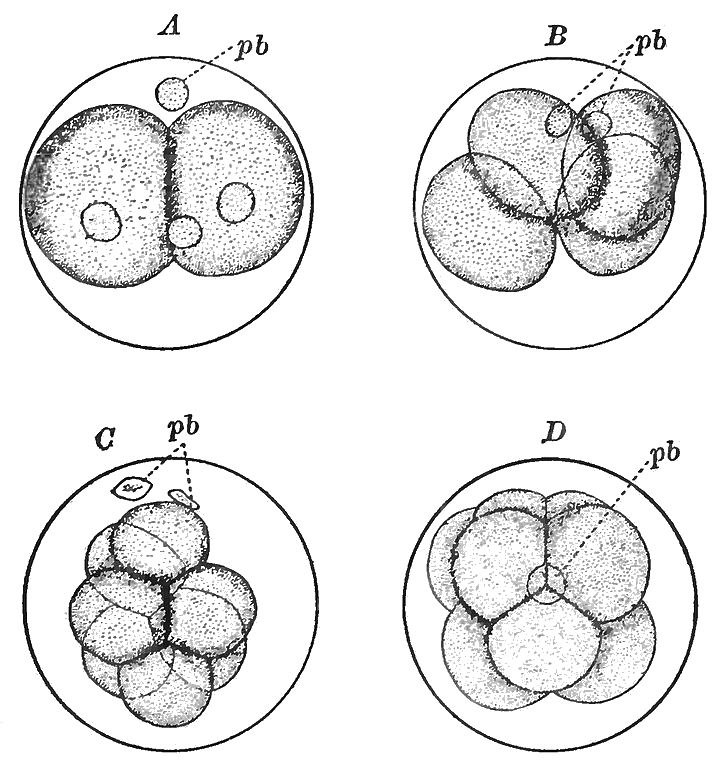
Kolejne stadia bruzdkowania zarodka owcy. Ciałka kierunkowe oznaczone jako pb.

Ciałko kierunkowe, polocyt, ciałko polarne – mała, haploidalna komórka oddzielająca się od komórki jajowej zwierząt, powstająca w trakcie oogenezy na skutek niesymetrycznych podziałów komórkowych w pierwszym i drugim podziale mejotycznym. W trakcie tych podziałów powstaje jajo i 3 ciałka kierunkowe, które zwykle ulegają degeneracji i nie odgrywają żadnej roli w rozwoju zarodka. Powstała razem z nimi komórka jajowa jest haploidalna i po pęknięciu pęcherzyka Graafa bierze udział w procesie rozrodu bądź w cyklu owulacyjnym.